# G. Pigeard
G. Pigeard (fl. XX secolo) è stato un velista francese.
Partecipò ai giochi della II Olimpiade di Parigi nel 1900 a bordo di Demi Mondaine, con cui prese parte alla gara di classe aperta ma non riuscì a completarla.